# Козырная сучка Баттерса
«Козырная сучка Баттерса» (англ. Butters' Bottom Bitch) — 9-й эпизод 13-го сезона (№ 190) сериала «Южный Парк», премьера которого состоялась 14 октября 2009.

## Сюжет
Мальчики Южного Парка снова обижают Баттерса, подвесив его на флагшток за резинку трусов. Когда Стэн и Кайл подходят, Картман объясняет, что они бьют Баттерса за то, что он никогда не целовал девочку. Баттерс с другими мальчиками узнают, от Клайда и Токена, что Салли Дарсон продаёт поцелуи за 5 долларов за школой. Кайл возражает против этой затеи, заявляя, что первый поцелуй должен быть особенным, а не за деньги. После поцелуя с девочкой, мальчики начинают уважать Баттерса, и говорят, что это знак того, что он наконец «стал мужчиной», но он принимает слова мальчиков слишком серьёзно и начинает подготовку, чтобы войти во взрослую жизнь.
Баттерс начинает рекламировать услуги Салли некоторым не уважаемым мальчикам в школе. Салли даёт Баттерсу 40 % денег за рекламу, а Баттерс предлагает превратить это дело в полноценную компанию, набирая больше девочек. Баттерс сообщает другим мальчикам о своих огромных финансовых успехах. Кайл говорит Баттерсу, что в его деле нет ничего нового, и что он стал сутенёром. Баттерс узнаёт значение этого слова по Интернету, находит рекламу сутенёрской встречи и идёт туда за советами от других сутенёров. Когда он поздно приходит домой из «Playas Ball», его родители говорят, что знают о «подружке» Салли; Баттерс объясняет, что он имеет несколько подруг, а Салли просто его «козырная сучка».
Между тем, сержант Ейтц из полиции Южного Парка выходит на борьбу с проституцией, переодевшись в проститутку. Несмотря на свои усы, низкий голос, волосы на теле, ногах и животе, которые он даже не пытается скрыть, он получает возможность заработать 20 долларов за сеанс орального секса. Позднее Ейтц в роли проститутки танцует стриптиз в доме братства под песню «Fuck the Pain Away», занимается оральным и анальным сексом со всеми студентами, и только после этого вызывает полицейских и арестовывает всех «клиентов», упрекая их за то, что они забыли надеть презерватив. Некоторые сотрудники обеспокоены тем, что сержант слишком сильно увлекается борьбой с проституцией, но он отрицает это. Ейтц, однако, заходит слишком далеко: он придумал своему персонажу имя «Иоланта» и даже работает на сутенёра.
Другие проститутки сплетничают о том, что в городе появился «новый сутенёр», уважающий шлюх. Таким образом, все они начинают работать на компанию Баттерса. Девочки в классе — Биби Стивенс и Венди Тестабургер — отвергают просьбу Баттерса присоединиться к его деятельности, а Стэн грозит побить Баттерса за то, что он пристаёт к его подруге, но Баттерс даёт Клайду 100 долларов, чтобы он защитил его от Стэна, и продолжает пытаться вербовать девочек в классе, обещая им «Чёртовы деньги». На следующий день на площадке Кайл старается убедить Баттерса бросить свой бизнес, доказывая, что это недопустимо — платить за близость. Баттерс говорит, что он стал мужчиной, и начинает оспаривать доводы Кайла, утверждая, что все люди должны платить за поцелуи в той или иной форме: что Стэн платит Венди своим временем, выслушивая её болтовню.
К компании Баттерса присоединяется всё больше реальных проституток. Баттерс пытается дать медицинские и другие льготы своим сотрудникам, с этой целью он посещает местный офис ACORN в Южном Парке. Ему всё удаётся благодаря тому, что босс этого предприятия — клиент некоторых проституток.
Сержант Ейтц (по-прежнему в образе проститутки) просит Баттерса взять и его в свою компанию. Но бывший сутенёр Ейтца просит «Иоланту» вернуться к нему и даже зовёт «её» замуж. «Иоланта» отказывает под тем предлогом, что она обзавелась новым сутенёром, но Баттерс отказывает ей, потому что не хочет «стоять на пути истинной любви». Иоланта-Ейтц выбегает к бывшему сутенёру, и они целуются на лужайке перед домом Баттерса, а Баттерс, под чувством вины, призывает девушек взять на себя управление компанией.
В финальной сцене, Ейтц и его муж (бывший «папочка») Кишон отмечают свою первую годовщину. При этом показывают несколько типичных счастливых фотографий в рамках за год их совместной жизни: отдых на пляжных и зимних курортах. Ейтц внезапно вытаскивает пистолет и ксиву и арестовывает сутенёра.

## Факты
- В эпизоде говорится, что Баттерс ни разу не целовался с девочкой, однако в эпизоде «Увлекательная фонетика с обезьянкой», Реббека, девочка с домашнего обучения сама поцеловала Баттерса.